# Raptor (Cedar Point)
Raptor is een omgekeerde stalen achtbaan in het Amerikaanse attractiepark Cedar Point in Sandusky, Ohio. Opvallend aan de attractie is zijn groene kleurstelling. Deze baan gebouwd door Bolliger & Mabillard in 1994 en is de vijfde omgekeerde achtbaan in de Verenigde Staten. Het model is identiek aan The Monster in het Franse Walygator Parc.